# Óscar Pereiro
Oscar Pereiro Sio, španski kolesar, * 3. avgust 1977, Mos.
Oscar Pereiro je kariero med profesionalci začel leta 2000 pri malem portugalskem moštvu Porta de Ravessa. Priložnost za nastope na pomembnejših dirkah se mu je ponudila dve leti kasneje, ko je prestopil v Švico, k Phonaku. Pred sezono 2006 je pogodbo podpisal s španskim moštvom Caisse d'Espargne-Illes Balears.
Največje uspehe je Pereiro dosegel na etapnih dirkah, saj sodi med odlične hribolazce, dober je tudi na kronometrih. Pri Phonaku je nastopal v vlogi pomočnika Tylerja Hamiltona in Floyda Landisa, a se kljub temu dvakrat uvrstil na 10. mesto v skupni razvrstitvi Tour de Francea.
V letu 2006 je med 13. etapo skupaj z Jensom Voigtom, Sylvainom Chavanelom in Manuelom Quinziatom izpeljal pobeg, v katerem si je privozil 29 minut in 57 sekund prednosti pred glavnino, in s tem prevzel vodstvo v skupni razvrstitvi. Po tem, ko mu je rumeno majico v 15. etapi slekel Floyd Landis, jo je v 16., kraljevski, etapi Pereiro dobil nazaj. Po zadnjem kronometru ga je Landis vnovič prehitel. Pereiro je sprva Tour 2006 končal na 2. mesto, toda Landis je bil kasneje zaradi dopinga diskvalificiran.
Pereiro meri 1.77 m in tehta 64 kg.

## Največji uspehi
| Uvrstitev | Vrsta dirke                          | Sezona     | Država   |
| --------- | ------------------------------------ | ---------- | -------- |
| 1. mesto  | etapa na Touru                       | 2005       | Francija |
| 1. mesto  | 5 dni nosilec rumene majice na Touru | 2006       | Francija |
| 1. mesto  | prolog na Dirki po Romandiji         | 2005       | Švica    |
| 1. mesto  | skupna razvrstitev Tour de France    | 2006       | Francija |
| 2. mesto  | etapa na Touru                       | 2006       | Francija |
| 10. mesto | skupna razvrstitev Tour de France    | 2004, 2005 | Francija |